# اریکا بادو
اریکا بادو (به انگلیسی: Erykah Badu) (زاده ۲۶ فوریه ۱۹۷۱) بازیگر آمریکایی است.
از فیلم‌های معروف او می‌توان به فیلم خانه دی اشاره کرد.